# Pityusen
Die Pityusen sind eine Inselgruppe der Balearen, bestehend aus Ibiza, Formentera sowie zahlreichen kleineren und unbewohnten Felseninseln. Dauerhaft bewohnt sind nur die Inseln Ibiza und Formentera.

## Begriff
Der Name Pityusen kommt von altgriechisch Πιτυοῦσσαι Pityoussai. Die Griechen nannten die Inseln so wegen ihrer damals reichen Pinienwälder (zu griechisch πίτυς pitys‚ lateinisch Pinus pinea, die zur Gattung der Kiefern gehört), die jedoch auf den gesamten Balearen heimisch waren.

## Geologie
Die rund 150 Inseln der Balearischen Inselgruppe entstanden gemeinsam vor rund 100 Millionen Jahren während der so genannten alpidischen Gebirgsbildung. Diese ist auch für viele andere mächtige Faltengebirge in Europa wie die Alpen oder die Betische Kordillere verantwortlich. Letzteres bildete zusammen mit den heutigen Balearischen Inseln ein Gebirgsmassiv, das Jahrmillionen später durch einen tiefen Meeresgraben in das spanische Festland und die Inselgruppe getrennt wurde.

## Verwaltung
Die Inseln der Pityusen bilden einen Teil der Autonomen Gemeinschaft Illes Balears (Balearische Inseln), die alle Balearen administrativ vereint.

## Sprache
Wie auf allen Balearischen Inseln wird auch dort als Sprache der Einheimischen Katalanisch gesprochen. Der auf den Pityusen gesprochene katalanische Dialekt wird auch Ibizenkisch bzw. Formenterisch genannt.

## Zugehörige Inseln
- Ibiza, Formentera, Espalmador, Espardell, Es Vedrà, Es Vedranell, Tagomago, Es Frare, Espartar, Illa des Bosc, Illa Sa Conillera und die Gruppe Ses Bledes mit Na Gorra, Es Vaixell, Es Bosc, und die unbewachsenen Felsen Na Plana und S’Escull d’en Ramon.